# Illiberis
Illiberis  (лат.) — род бабочек из семейства пестрянок. Насчитывают около 40 видов. Передние и задние крылья бабочек полупрозрачные с хорошо видными жилками.

## Экология
Гусеницы — олигофаги. Кормятся на растениях разных видов, принадлежащих семействам розоцветных, буковых, берёзовых, виноградовых, ильмовых. Гусеницы не минируют.

## Развитие
Гусеницы окукливаются в шёлковом коконе в подстилке, в том случае, если в анабиоз впадают куколки, или в листьях кормового растения. У разных видов в анабиоз впадают или гусеницы, или куколки.

## Классификация
- род: Illiberis Walker, 1854

- подрод: Alterasvenia Alberti, 1971

- вид: Illiberis ochracea Leech 1898
- вид: Illiberis paradistincta Alberti 1954
- вид: Illiberis ulmivora Graeser, 1888
- вид: Illiberis yuennanensis Alberti, 1951

- подрод: Euphacusa Matsumura, 1927

- вид: Illiberis silvestris Strand, 1915

- подрод: Hedina Alberti, 1954

- вид: Illiberis albiventris Alberti, 1954
- вид: Illiberis consimilis Leech, 1898
- вид: Illiberis elegans Poujade, 1886
- вид: Illiberis hyalina Staudinger, 1887
- вид: Illiberis nigra Leech, 1888
- вид: Illiberis psychina Oberthür, 1890
- вид: Illiberis serrata Alberti, 1954
- вид: Illiberis tenuis Butler, 1877
- вид: Illiberis translucida Poujade, 1885

- подрод: Illiberis Walker, 1854

- вид: Illiberis assimilis Jordan, 1907
- вид: Illiberis ellenae Alberti, 1954
- вид: Illiberis hoenei Draeseke, 1926
- вид: Illiberis sinesis Walker, 1854

- подрод: Kublaia Alberti, 1954

- вид: Illiberis heringi Draeseke, 1926

- подрод: Praeprocris Alberti, 1954

- вид: Illiberis pseudomaerens Alberti, 1951

- подрод: Primilliberis Alberti, 1954

- вид: Illiberis fumata Alberti, 1954
- вид: Illiberis kardakoffi Alberti, 1951
- вид: Illiberis kaszabi Alberti, 1970
- вид: Illiberis kuprijanovi Efetov, 1995
- вид: Illiberis laeva Püngeler, 1914
- вид: Illiberis pruni Dyar, 1905
- вид: Illiberis rotundata Jordan, 1907

- подрод: Zama Herrich-Schäffer, 1855

- вид: Illiberis arisana Matsumura, 1911
- вид: Illiberis cybele Leech, 1888
- вид: Illiberis dirce Leech, 1888
- вид: Illiberis formosensis Strand, 1915
- вид: Illiberis horni Strand, 1915
- вид: Illiberis inermis Alberti 1954
- вид: Illiberis nigrigemma Walker, 1854
- вид: Illiberis paracybele Alberti, 1954
- вид: Illiberis phacusana Strand, 1915
- вид: Illiberis shensiensis Alberti, 1954